# Oecetis paula
Oecetis paula là một loài Trichoptera trong họ Leptoceridae. Chúng phân bố ở miền Cổ bắc.